# Río Branco
|  | No s'ha de confondre amb Rio Branco. |

Río Branco és una ciutat de l'Uruguai, ubicada al departament de Cerro Largo. És limítrof amb la ciutat brasilera de Jaguarão i és la segona en importància del departament, després de Melo. D'acord amb les dades del cens de 2004, tenia una població aproximada de 14.764 habitants.
Situada sobre l'extrem oriental del país, al marge d'un meandre del riu Yaguarón, en la zona de la tercera secció judicial, està unida amb la ciutat brasilera pel pont Barón de Mauá, inaugurat el 1930. Va ser el primer pont internacional de l'Uruguai.
Río Branco és una de les ciutats més antigues del país, fundada el 1792 per Joaquín Gundín, encomanat per la Corona Espanyola. El principal objectiu de la seva fundació era evitar l'avanç de les tropes portugueses en territoris de la Banda Oriental, que formava part del domini espanyol.
| 1963  | 1975  | 1985  | 1996   | 2004    |
| ----- | ----- | ----- | ------ | ------- |
| 4.003 | 5.685 | 9.075 | 12.215 | {{{5}}} |